# Luiz Carreira
Luiz Antônio Vasconcellos Carreira (Salvador, 27 de outubro de 1947) é um admistrador e político brasileiro.

## Biografia
Bacharel em Administração Pública (Escola de Administração da UFBA, 1969-1973), fez cursos de pós-graduação em Administração Geral (Instituto Internacional de Administração Pública, Paris, 1974-1975), em Análise Regional e Organização do Espaço  (Iedes - Universidade Paris I, 1974 - 1975),  em Sociologia para o Desenvolvimento (Iedes,  1975 a- 1976) e mestrado em Geografia Humana e Organização de Espaço (Instituto de Geografia, Universidade Paris I, 1977 - 1978).
Foi eleito deputado federal da Bahia pelo Partido da Frente Liberal (PFL), de 2003 a 2007 e reeleito pelo Democratas (DEM), de 2007 a 2011.
Foi nomeado Secretário Chefe da Casa Civil do município de Salvador, Bahia, cargo que exerce até o momento.

## Ligacões externas
- Página oficial da Câmara dos Deputados Acesso em 3 de fevereiro de 2010.